# 李時 (弘治壬戌進士)
李時（1471年—1539年），字宗易，號序菴、松溪，直隸河間府任丘縣人，明朝內閣首輔，弘治壬戌進士，嘉靖年間累官吏部尚書、華蓋殿大學士，為內閣首輔。父李楘、子李坦，皆進士。

## 生平
弘治八年（1495年）乙卯科順天鄉試第三十四名舉人，弘治十五年（1502年）壬戌科進士，改庶吉士，授翰林院編修。正德年間，升翰林院侍讀、右諭德。明世宗繼位後，任講官，升侍讀學士。嘉靖三年（1524年）升禮部右侍郎，因丁憂離職。服闋，任戶部右侍郎，後復任禮部右侍郎，代替方獻夫任禮部尚書，為張孚敬、夏言所惡。嘉靖十年（1531年）七月，加太子太保。同年秋，因桂萼去世而兼文淵閣大學士，進入內閣，與翟鑾同時輔政，為人謹慎謙虛，曾經論救魏良弼、馮恩等人。累加少傅、太子太師、吏部尚書、華蓋殿大學士。嘉靖十七年十二月（1539年初）卒於任，贈太傅，諡文康。

## 著作
有《南城召对录》、《日下旧闻》、《列卿记》、《文化盛记》、《微花堂记》、《宗易诗集》等。

## 家族
曾祖李榮。祖李溥，教授，贈光禄寺寺丞。父李楘，知府，前光禄寺少卿。母邊氏，封安人。具庆下。

## 延伸阅读
[在维基数据编辑]
 《明史卷一百九十三》，出自《明史》
 《國朝獻徵錄·卷之十六》，出自焦竑《國朝獻徵錄》

| 官衔          | 官衔                       | 官衔        |
| ------------- | -------------------------- | ----------- |
| 前任： 方獻夫 | 明朝禮部尚書 1529年-1531年 | 繼任： 夏言 |
| 前任： 張孚敬 | 明朝內閣首輔 1535年-1538年 | 繼任： 夏言 |